# Aït Seghrouchen
Les Aït Seghrouchen, (en tamazight : Ayt Seɣruccen) que l'on trouve parfois orthographié dans la littérature coloniale sous la forme Aït Serhrouchen, sont une tribu berbère zénète du Moyen Atlas marocain. Le parler local, le tamazight des Aït Seghrouchen, est un parler zénète qui est néanmoins intelligible avec les parlers voisins du Moyen-Atlas.
Les Aït Seghrouchen jouissent d'un certain prestige dans la région de l’Atlas. Les Aït Seghrouchen seraient selon les histoires partagées par les ancêtres de la région, des descendants du prophète musulman Mahomet. Selon le mythe fondateur de la tribu, Moulay Ali Ben Amer, leur ancêtre éponyme, aurait desséché un chacal qui dévorait une brebis (« seghr » : faire sécher, « ouchen » : loup), donnant naissance au nom « Seghrouchen ».

## Histoire

### Origine et dispersion
L'histoire des Aït Seghrouchen est imprécise et repose essentiellement sur des traditions orales. Le fondateur de la dynastie aurait été chassé de Fès au Xe siècle et trouvé refuge dans le Jbel Tichoukt, près de Boulemane. Quelques décennies plus tard, l'émir Mūsa Ibn Abī al-‘Āfia, gouverneur miknassa du nord-marocain pour le compte des Fatimides aurait dispersé une partie de ses successeurs, ce qui expliquerait la présence de groupes se rattachant aux Aït Seghrouchen loin du berceau initial de la dynastie, de Talsint au pays des Zemmours où la fraction Aït Mejdoub est d'ascendance Aït Seghrouchen. L'émir désirait par ce geste empêcher toute restauration idrisside.
Au fil des siècles, plusieurs groupes quittent le Tichoukt. La groupe des Aït Seghrouchen d'Imouzzer aurait été le dernier en date, migrant aux alentours du début du XVIIIe siècle. Les Aït Seghrouchen jouissaient d'un certain prestige auprès des tribus voisines. Du fait de leur qualité de chérifs, on leur prêtait des pouvoirs surnaturels.

### Période coloniale
Entre 1924 et 1926, les Aït Seghrouchen du Tichoukt opposent une résistance farouche aux troupes coloniales françaises, renforçant auprès des tribus du Moyen Atlas l'idée qu'ils étaient protégés par la baraka de Sidi Ali. Ce n'est qu'à l'hiver de la fin 1926 qu'ils se rendent, acculés par le froid et l'absence de provisions. De 1926 à 1932, la fraction Aït Hammou de Talsint mène des attaques très fréquentes et destructrices à la frontière entre le Maroc et l'Algérie. Très mobiles et démontrant une connaissance approfondie du pays, ils mènent des opérations de brigandage redoutées.
Des éléments Aït Seghrouchen ont ensuite intégré l'armée coloniale française, en particulier au sein du Deuxième groupe de tabors marocains (GTM), un corps d’infanterie légère de l’armée d’Afrique. Au sein de ce corps d'armée, les soldats Aït Seghrouchen se sont particulièrement illustrés durant la deuxième guerre mondiale en participant à la libération de la Corse ainsi que pendant la campagne d’Italie. Leurs faits d'armes ont également été reconnus pendant la Guerre d'Indochine, obtenant de nombreuses médailles et citations sous les ordres du général Guillaume.

## Répartition géographique
Les Aït Seghrouchen sont établis dans le Moyen Atlas, au sud de Fès. La géographie de leur pays est complexe car la tribu occupe un territoire non contigu formant une série d'îlots d'étendue très variable, assez éloignés les uns des autres, enclavés parfois dans le territoire d'autres tribus. Les plus étendus de ces groupements, entre Sefrou et la haute Moulouya, sont, en allant du nord au sud :
- les Aït Seghrouchen de Harira[3], établis à environ cinquante kilomètres au sud-est de Fès, près de Tahla, au voisinage des Beni Ouaraine. Venus du Djebel Tichoukt, ils auraient acheté aux Beni Yazgha le territoire qu'ils occupent près de Tazrout ou Tamezzart ;
- les Aït Seghrouchen d'Imouzzer Kandar[3] sur les deux rives d'un affluent du Sebou, appelé Targa Tawraght. On note la présence  de curieuses habitations souterraines creusées à l’époque par la tribu des Aït Serghrouchen ;
- les Aït Seghrouchen du Djebel Tichoukt, autour des zaouïas de Moulay Sa'id et de Sidi 'Aqqa. Plus au sud, les Ait Bou Achchaoun sont groupés autour de la zaouïa de Moulay 'Ali Ben 'Amer[3]. Le Djebel Tichoukt est considéré par les Ait Seghrouchen comme le berceau de toute la tribu. C'est dans cette région que leur ancêtre Sidi 'Ali, chassé de Fès, vint s'établir avec sa famille qui y prospéra ;
- les Aït Seghrouchen de Talsint, parfois considérés comme apparentés aux Aït Izdeg[3], dont le territoire de parcours s'étend des hauts-plateaux entre Talsint et Bouarfa à l'est, et les environs de Gourrama à l'ouest.

D'importants groupements d'Ait Seghrouchen ont été signalés par Charles de Foucauld sur la rive droite de la Moulouya. Ils disposent dans la région de l'Outat (vallée de la Moulouya) d'une vieille enclave autour du ksar Tissouit Ait Seghrouchen liée à l'érudit Abdallah al-Ayachi.
Au total, cette tribu habite des territoires dans les provinces suivantes: Taza, Sefrou, Boulemane, Midelt, Figuig, Errachidia...

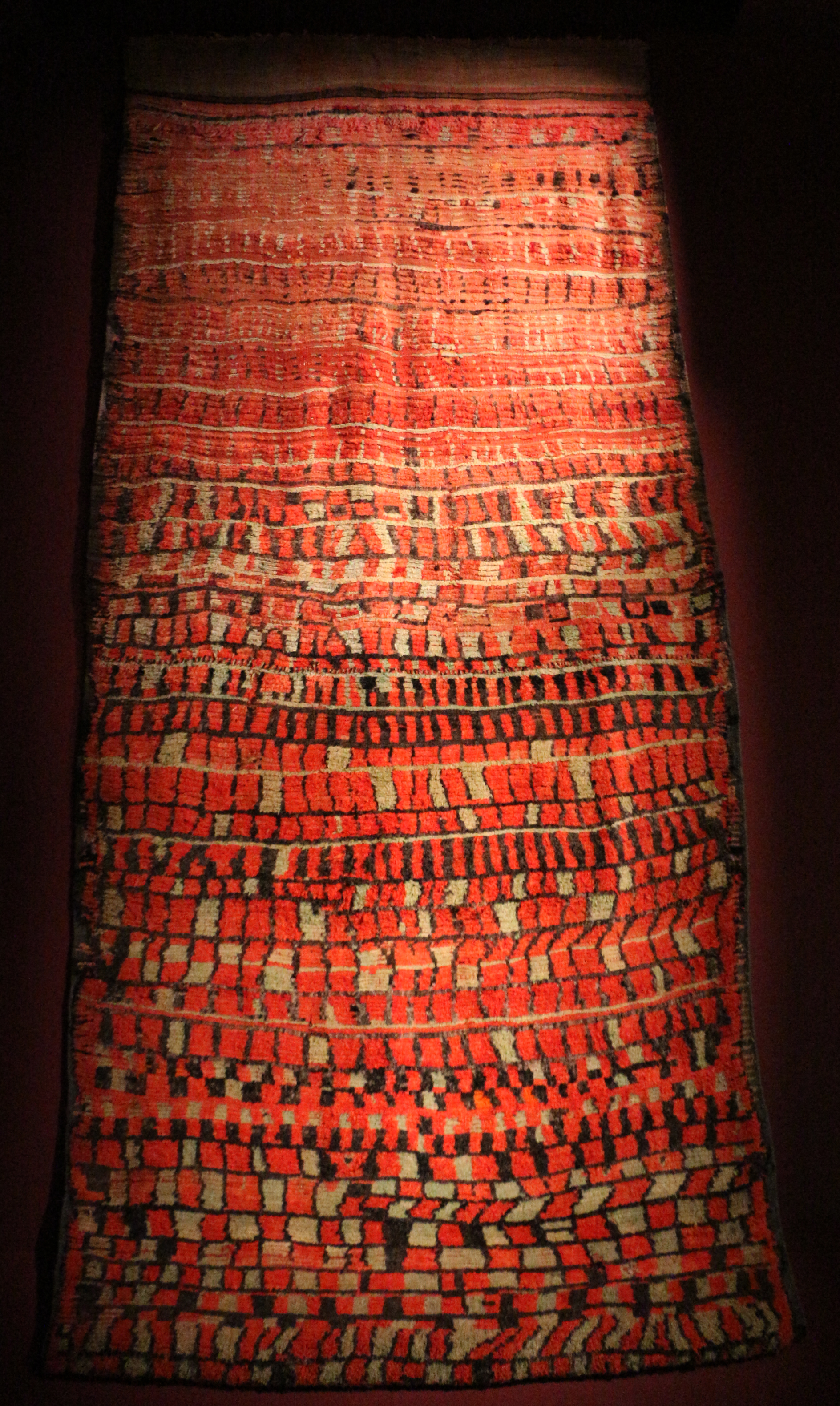
Tapis Aït Seghrouchen exposé au Musée du Quai Branly.

## Culture

### Langue
Le Taseghrouchnit, est un parler zénète qui est néanmoins intelligible avec les parlers voisins du Moyen-Atlas. Bien qu'isolés dans une région majoritairement d'expression braber, leur dialecte aux accents zénètes constituait pour eux une originalité qui indiquait aux interlocuteurs de langue braber leur ascendance Aït Seghrouchen et par extension leur qualité de chérif. Le Taseghrouchnit a été étudié par le linguiste berbérisant Edmond Destaing.

### Artisanat
Les Aït Seghrouchen sont notamment réputés pour leurs tapis dont la couleur dominante oscille généralement entre le marron et le beige, avec une présence fréquente de motifs en losanges. Le tapis Aït Seghrouchen bénéficie d'une labellisation.

### Filmographie
- Les Goumiers marocains, de Ahmed El Maanouni: Ce film retrace, à travers des documents d'archives et des témoignages, l'histoire des goumiers marocains pendant les deux conflits mondiaux et la guerre d'Indochine. Une histoire oubliée qui commence dès le début du protectorat de la France au Maroc] (1992).
- Indigènes, de Rachid Bouchareb où Samy Naceri joue le rôle d'un goumier Seghrouchni marocain participant à la seconde guerre mondiale (2006).